# Joseph Knibb
Pour les articles homonymes, voir Knibb.

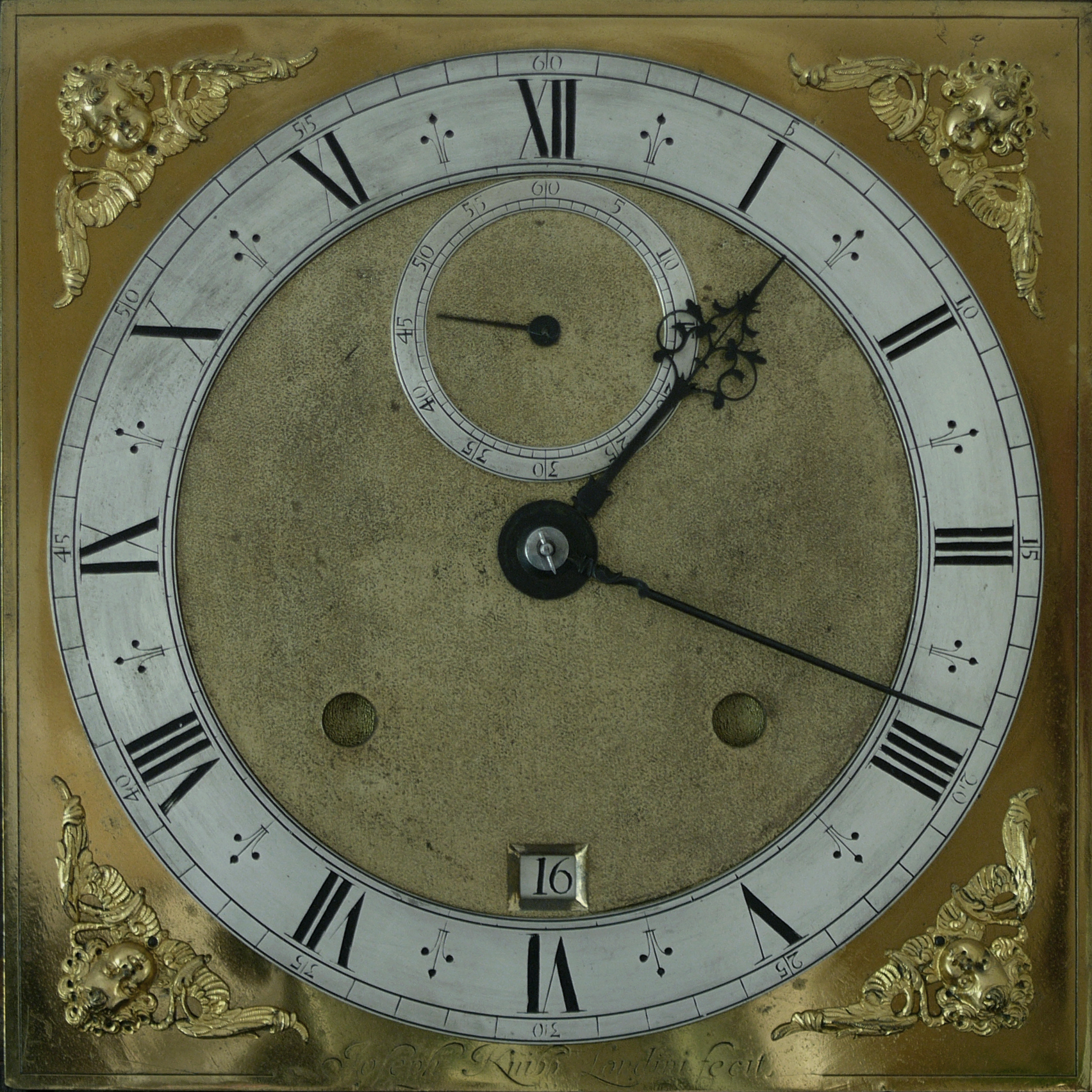
Un cadran de Knibb signé de sa devise dans le bas.

Joseph Knibb, né en 1640 dans le village de Claydon dans l'Oxfordshire en Angleterre et mort à Hanslope dans le Buckinghamshire, est un horloger anglais.

## Biographie
Cinquième fils de Thomas Knibb et cousin de Samuel Knibb, lui-même horloger et probablement son maître d'horlogerie, Joseph Knibb installe son premier atelier à Oxford en 1663. On lui doit l'invention de l'échappement à ancre et le système romain de notation par coup. La précision des mécanismes de Knibb et leur capacité à maintenir la mesure du temps lui apportent la célébrité et le conduisent à Londres en 1670 pour se rapprocher de sa clientèle grandissante. Il se lance dans la production de pendules de table qui peuvent être facilement déplacés grâce à leur petite taille et à une poignée sur le dessus. Son atelier, actif durant une trentaine d'années, emploie un grand nombre d'ouvriers, situation qui le met en conflit avec les règles de la Clockmakers Company dont il deviendra steward en 1684, puis assistant en 1689.
En 1669, il construit l'horloge du Wadham College. Au début des années 1670, il fournit à l'astronome James Gregory des horloges indiquant les fractions de seconde via son système d'horlogerie acoustique. En 1677, il reçoit la commande de construire l'horloge du Château de Windsor.
En 1697, Joseph Knibb se retire des affaires. Il confie l'atelier à son apprenti Samuel Aldworth et vend le reste de ses parts via une publicité dans le London Gazette. Il meurt à Hanslope en 1711.
On estime à encore 400 exemplaires existants de sa production de pendules. Elles se caractérisent par un boîtier en ébène, un mécanisme visible, une ornementation en laiton représentant des têtes de putto encadrées d'ailes disposées aux quatre coin du cadran, des appliques à motifs floraux en laiton ou en argent. Ses pendules sont signés de sa devise Joseph Knibb Londini fecit (Joseph Knibb l'a faite à Londres).
Joseph Knibb, grâce à sa réputation et à ses mérites, fut le maître horloger de Charles II et de Jacques II.
Dans sa biographie La famille Knibb, l'auteur Ronald Lee découpe la vie de Joseph Knibb en 4 périodes:
- Son travail à Oxford et ses premières années à Londres
- Le raffinement de sa technique entre 1670 et 1680
- Le raffinement de l'esthétique de ses pièces entre 1680 et 1690
- 1690-1697, les derniers modèles conçus pas Joseph Knibb ne sont plus très originaux

## Enchères
En 2012, une horloge de table conçue par Joseph Knibb est vendue ₤1,2 million à Sotheby's.
En 2014, une horloge conçue par Joseph Knibb est vendue ₤286.800 par la maison Auctioneers Dreweatts and Bloomsbury.